# Bürgerliche Solidaritätspartei

Die Bürgerliche Solidaritätspartei (aserbaidschanisch Vətəndaş Həmrəyliyi Partiyası) ist eine rechtspopulistische Oppositionspartei in Aserbaidschan.
Ihre Ideologie ist der Nationalkonservativismus, die Partei orientiert sich allerdings offiziell als Mitte-rechts. Der Parteiführer ist Sabir Rüstəmxanlı, das Hauptquartier der Partei befindet sich in Baku.
Sie wurde am 26. September 1992 gegründet. Bei der ersten Wahl, an der sich die Bürgerliche Solidaritätspartei beteiligte, erhielt sie lediglich 1,4 % der Wählerstimmen. Während es gegenwärtig noch eine Kleinpartei darstellt, wächst ihre Beliebtheit, was durch die aktuellen Wahlumfragen demonstriert wird. Derzeit hat sie 1000 Mitglieder.
Bei der Parlamentswahl in Aserbaidschan 2010 gewann die Partei 3 der 125 Sitze in der Nationalversammlung der Republik Aserbaidschan, wodurch sie nun die zweitstärkste legale Oppositionspartei darstellt.